# Vanilla aphylla
Vanilla aphylla (лат.) — вид однодольных растений рода Ваниль (Vanilla) семейства Орхидные (Orchidaceae). Под текущим таксономическим названием описан немецко-нидерландским ботаником Карлом Людвигом Блюме в 1825 году.
Синонимичное название — Vanilla parishii Rchb.f..

## Распространение, описание
Распространён в Индии (Ассам), Бангладеш, Лаосе, Мьянме, Таиланде, Вьетнаме и на Малайском архипелаге. Растёт во влажных тропических лесах.
Микотрофный хамефит. Крупное вечнозелёное эпифитное растение. Стебель зелёного цвета, гибкий, мясистый. Цветков по 3—4 на каждом растении. Цветёт осенью.